# Déjeuner en Fourrure
Déjeuner en Fourrure (L'esmorzar en pell) és una escultura exempta de Meret oppenheim del 1936. Realitzada amb una tassa, un plat i una cullera i la pell de gasela xinesa, està feta amb la tècnica del folratge. Es troba al Museum of Modern Art de Nova York.

## Descripció
L'obra exempta està a escala real. L'esmorzar en pell parteix d'uns elements ja definits i aconseguits (una tassa, un plat i una cullera) i únicament s'han hagut de folrar aquests amb pell de gasela xinesa. Captivant principalment per la seva textura peluda i suau al tacte. El cromatisme és el blanc i el bru de la pell de la gasela xinesa.
Aquesta idea sorgí en el Cafè de Flore, quan Meret estava en companyia de Picasso i bromejaven sobre els diferents teixits dels objectes i lo curiós que seria que els objectes tinguessin teixits contràris als quals els caracteritzaven. Així doncs de la pell d'unes polseres que Meret portava al canell i la tassa de cafè en sorgí la inspiració. L'obra de Meret té una funció ornamental o decorativa i és de tema figuratiu. El títol de l'obra de Meret feia homenatge per una banda a Meret i el seu Desdejuni sobre l'herba, i a la Venus en pell de Sacher-Masoch. El treball s'aprofita de les diferències entre les varietats de plaer sensual: la pell pot delectar el tacte però repel·leix la llengua. I una tassa i una cullera, per descomptat, estan fets per a ser introduïts en la boca. També s'hi poden veure connotacions sexuals i polítiques: tal vegada sobre el masculinisme que preval en l'escultura.
La composició és horitzontal i està formada per una Q de volums tancats. En l'obra de Meret ens trobam enfront d'objectes quotidians: la cullera, la tassa i el plat. Aquests tenen les seves formes respectives amb la peculiaritat i l'extravagància que estan folrats de pell, incapacitant la seva funció originària tornant-los objectes inútils i repel·lents que sedueixen per la seva originalitat i bellesa. La posició dels objectes és ordenada, equilibrada harmoniosa: la tassa buida reposa en el centre del plat mentre la cullera fa el mateix en senyal d'haver conclòs l'esmorzar.